# Ламия Аджи Башар
Ламия Аджи Башар (на кюрдски: لمياء حجي بشار) е иракска общественичка.
Родена е през 1998 година в езидско селско семейство край Синджар. По време на Синджарските кланета през август 2014 година голяма част от семейството ѝ е избито от войските на Ислямска държава, а тя е отвлечена и продадена в робство. През април 2016 година успява да избяга и играе важна роля в популяризирането на нарушенията на човешките права в контролираните от Ислямска държава райони и проблемите на бежанците.
През 2016 година Ламия Аджи Башар, заедно с Надия Мурад, получава Наградата за свобода на мисълта „Сахаров“.